# Suore di San Michele Arcangelo
Le Suore di San Michele Arcangelo (in polacco Zgromadzenie Sióstr Świętego Michała Archanioła) sono un istituto religioso femminile di diritto pontificio: le suore di questa congregazione, dette Michelite, pospongono al loro nome la sigla C.S.S.M.A.

## Storia
Le origini della congregazione, come quelle del ramo maschile dei micheliti, risalgono alla Società Temperanza e Lavoro, fondata da Bronisław Markiewicz per l'educazione della gioventù povera e abbandonata. Tra le prime collaboratrici di Markiewicz si segnalò Anna Kaworek, ritenuta cofondatrice dell'istituto.
Anatol Novak, vescovo di Przemyśl, approvò le michelite come congregazione religiosa di diritto diocesano il 21 agosto 1928.
L'approvazione pontificia fu concessa il 5 giugno 1956 dal vescovo Michał Klepacz a nome del cardinale Stefan Wyszyński, primate di Polonia, al quale la Santa Sede aveva concesso particolari facoltà in considerazione della situazione politica del tempo.
Le costituzioni dell'istituto ebbero l'approvazione definitiva dalla Santa Sede il 15 marzo 1963.
L'apostolato delle suore fu limitato alla Polonia fino al 1976, quando papa Paolo VI ne inviò una comunità in Libia; nel 1978 si stabilirono anche in Germania e nel 1983 fu aperta una missione in Camerun.

## Attività e diffusione
Le suore lavorano in scuole e oratori giovanili, nelle parrocchie, in ospedali e case di riposo, nelle missioni.
Oltre che in Polonia, sono presenti in Bielorussia, in Camerun, in Francia, in Germania e in Italia; la sede generalizia è a Miejsce Piastowe.
Alla fine del 2008 la congregazione contava 261 religiose in 37 case.